# سیسیک استیو
استیون ژن ولد (متولد ۱۹۴۰/۱۹۴۱) معروف به سیسیک استیو موزیسین آمریکایی سبک بلوز می‌باشد. او اغلب گیتارهای ساخته خودش را می‌نوازد و معمولاً دربارهٔ کارهای عادی دوران جوانی خود آواز می‌خواند.

## زندگی و حرفه

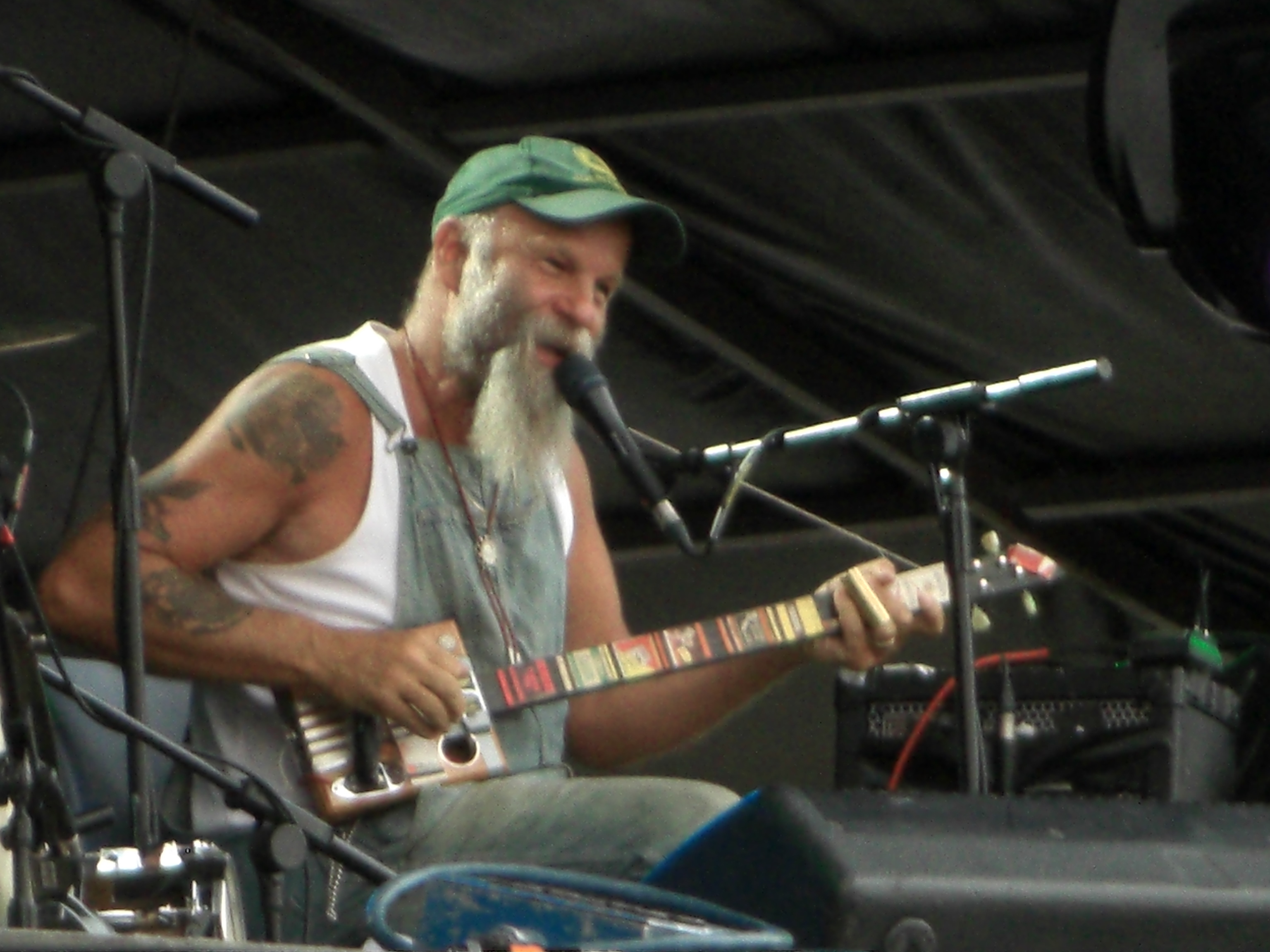
استیون ژن ولد در حال اجرا در سال 2009

### کودکی و آغاز زندگی
ولد در اوکلند کالیفرنیا به دنیا آمد. در چهار سالگی والدینش از هم جدا شدند. پدر او نوازنده پیانو سبک بوگی ووگی بود و ولد در پنج شش سالگی سعی به یادگیری نواختن پیانو نمود که در این کار ناموفق بود. در هشت سالگی توسط کی.سی. داگلاس که در تعمیرگاه پدربزرگش کار می‌کرد نواختن گیتار را یاد گرفت و بعدها فهمید چیزی که آموخته سبک بلوز است. داگلاس ترانه "مرکوری بلوز" را نوشته بود و در اوایل دهه ۱۹۴۰ با تامی جانسون آن را اجرا کرده بودند.
او در سیزده سالگی خانه را ترک کرد و در آوارگی و سختی با کارگری در مزرعه‌ها و کار در کارناوال‌ها تا سال ۱۹۷۳ زندگی می‌کرد. ولد این دوره از زندگی خود را با این گفته توصیف کرده است: "آواره‌ها مردمی هستند که به دنبال کار این طرف و آن طرف می‌روند، ولگردها افرادی هستند که این طرف و آن طرف می‌روند اما دنبال کار نیستند، و علاف‌ها آدمایی هستند که نه تکون می‌خورند و نه کار می‌کنند. من جزو هر سه دسته بودم."

### بزرگسالی و اوایل کار موسیقی
ولد در دهه ۶۰ با همکاری موزیسین‌های سبک بلوز شروع به برگزاری تورها و اجراهایی کرد و با دوستانی مانند جونی میچل به صحنه رفت.
وقتی ولد در پاریس زندگی می‌کرد اجراهای خیابانی داشت که بیشتر در مترو انجام می‌شد. پس از مهاجرت به نروژ در سال ۲۰۰۱ اولین آلبوم خود را به نام "چیپ" منتشر نمود.

## تجهیزات موسیقی
سیسیک استیو معمولاً از ابزار موسیقی استفاده می‌کند که خودش آنها را ساخته و شخصی‌سازی کرده است. گیتار سه سیم و گیتار Hubcap از جمله این سازها می‌باشند.

## نام مستعار
ولد دربارهٔ نام مستعار خود، سیسیک استیو، گفته است: "دلیلش اینه که واقعیت داره. من همیشه دچار دریازدگی(seasick) میشم".

## زندگی شخصی
ولد در ابتدای دهه ۸۰ برای بار دوم ازدواج کرده و دارای پنج پسر است. خودش گفته است که نمی‌تواند در یک جا بماند و همسرش را مجبور کرده در پنجاه و نه خانه تا به حال زندگی کند، از جمله در نروژ و بریتانیا.

## آلبوم‌ها
- Cheap (2004)
- Dog House Music (2006)
- I Started Out with Nothin and I Still Got Most of It Left (2008)
- Man from Another Time (2009)
- You Can't Teach an Old Dog New Tricks (2011)
- Hubcap Music (2013)
- Sonic Soul Surfer (2015)
- Keepin' the Horse Between Me and the Ground (2016)